# Дјевојка цара надмудрила
Дјевојка цара надмудрила је српска народна бајка. Посебна књижевна врста у којој се осим природних појава и живих бића појављују и неке нестварне личности попут вила, змајева, џинова, вампира и других митских бића је бајка. Међутим ова бајка се веома разликује од других. Најприје због тога што у другим бајкама главни јунаци снагом свог тијела побјеђују разна створења и прелазе препреке на путу. Овде то није случај јер сиромашна дјевојка из ове приче није се борила са змајем или са царом, она је њега надмудрила и доказала му да сиромаштво не спречава људе да раде на себи и свом образовању. Књижевни род ове бајке је епика а писац није познат јер је ова бајка преношена са кољена на кољено док није наишао Вук Караџић и његови сународници и записали је. Објављена је 1853. године у Бечу, заједно са многобројним приповјеткама у дјелу „Српске народне приповетке”. 

## Структура дјела
На почетку бајке писац нас уводи само једном реченицом којом казује да је у једној пећини живио сиромашан човјек са својом ћерком којој је Бог мудрости даровао. Тако мудра ћерка га је свему научила. Међу ствари које му је показала и које га је научила било је и како просити. Када је једном приликом отишао да моли цара да му штогод да, цар препозна да сиромах то није могао сам научити и упита га ко га је томе научио. Цар кад сазна да је за то заслужна његова ћерка по оцу посла загонетку коју би она требало да ријеши иначе ће оца ставити на велике муке.
Отац кад то рече ћерки она му поручи да ништа не брине и да ће све бити уреду. До јутра ћерка је смислила начин како да надмудри цара и то рекла оцу а отац пренео цару. Иако надмудрен цар се није предавао и посла по оцу још један задатак, међутим ћерка је као и претходни пут успјела надмудрити цара. Већ  видљиво разочаран у свој губитак цар покуша још једном и преко оца пренесе задатак ћерки и понови се исто као и претходна два пута. Напослетку цар напокон призна пораз и нареди сиромаху да доведе ћерку.
По доласку ћерка је ријешила још двије загонетке и цар одлучи да је упита да се уда за њега. Ћерка пристаде, али под условом да ако он њу више не буде желио за жену и ако је истјера из дворца да она има право да изабере било шта и да то понесе са собом. Цар пристаде и они се вјенчаше. И како је ћерка предвидјела цар се наљути на њу и рече јој да иде из дворца када сване. Ћерка сјетивши се њиховог договора полако пренесе цара у своју стару пећину. Када се пробудио није могао да вјерује гдје се налази. Када ју је упитао зашто је то радила она му кратко одговори да по договору може узети најмилију ствар из дворца и она је њега узела. Изненађен и одушевљен начином на који је надмудрен узе жену за руку и вратише се у дворац.

## Тема и идеја дјела
Мудрост је снага човјека, његова највећа врлина. Љубав је вреднија од злата. Новцем се љубав не може платити.

## Ликови у бајци
Ликови који су пристни у бајци "Дјевојка цара надмудрила" су дјевојка, цар и дјевојчин отац. Нигдје нису дате одређене особине ликова, али се из прочитаног дјела оне јасно могу уочити. 
Дјевојчин отац је присутан на почетку дјела и јасно је да он плашљиви старац, који се узда у мудрост своје ћерке. 
Дјевојка је на првом мјесту изразито мудра, бритког ума, чему је на првенствено научило њено сиромаштво и тежак живот, који је заједно са својим оцем водила. Пред сам крај бајке уочава се, поред мудрости и велика дјевојчина љубав према цару.